# Dobărsko
Dobărsko (în bulgară Добърско) este un sat situat în partea de sud-vest a Bulgariei în Munții Pirin. Aparține administrativ de Comuna Razlog din Regiunea Blagoevgrad. La recensământul din 2011 avea o populație de 650 locuitori. Conform legendei localitatea a fost întemeiată de soldații țarului Samuil după Bătălia de la Kleidion din 1014. Prima atestare documentară a localității datează însă din 1378 într-un act de donație al țarului Ivan Șișman către Mănăstirea Rila.
Biserica ortodoxă cu hramul  Sf. Tiron și Teodor Stratilat datează din 1614 (conform altor surse ar fi mai veche, de la 1122).
În apropierea localității se află cascada Ștrokaloto cu o diferență de nivel de 25 m.

## Demografie
Componența etnică a satului Dobărsko
     Bulgari (98,76%)
     Nicio identificare (1,23%)
     Altele (0%)
La recensământul din 2011, populația satului Dobărsko era de 650 locuitori. Din punct de vedere etnic, majoritatea locuitorilor (98,76%) erau bulgari. Pentru 1,23% din locuitori nu este cunoscută apartenența etnică.